# アジアハイウェイ25号線
アジアハイウェイ25号線（アジアハイウェイ25ごうせん）は、アジアハイウェイ網の路線の一つ。アジアハイウェイ東南アジア小地域（サブリージョン）の路線の一つ。インドネシアを経由する。総延長は2,540kmである。
インドネシアのスマトラ島最北端の都市バンダ・アチェを起点する。スマトラ島を縦貫し、島の最南端の港町バカウヘニからフェリーでスンダ海峡を渡り、対岸のジャワ島の港町メラクが終点となる。メラクではアジアハイウェイ2号線と接続する。
アジアハイウェイ25号線に指定されているスマトラ縦貫道路と並行な経路をとる、総延長2,865kmのスマトラ縦貫高速道路の建設プロジェクトが進行中である。2015年10月末の時点でビンジャイ、メダン、トゥビン・ティンギ付近の43kmの区間が開業しており、政府の計画では2019年までに203㎞の区間を部分開通させるとしている。

## ルート

### インドネシア
区間延長2,540km（フェリー航路区間26kmは含まず。）
- スマトラ縦貫道路（英語版） : バンダ・アチェ - メダン - トゥビン・ティンギ - ドゥリ（インドネシア語版） - プカンバル - ジャンビ - パレンバン - バンダールランプン - バカウヘニ（英語版） - （フェリー渡海） - メラク（英語版）（アジアハイウェイ2号線と接続）

## 参考資料
- Asian Highway （英語） - 国際連合アジア太平洋経済社会委員会による解説
- Asian Highway Route Map (PDF)  （英語） - 国際連合アジア太平洋経済社会委員会によるルート図
- Asian Highway Database （英語） - 国際連合アジア太平洋経済社会委員会によるアジアハイウェイに関するデータベース
- Asian Highway Handbook (PDF)  （英語） - 国際連合アジア太平洋経済社会委員会作成ハンドブック
- INDONESIA ROAD SECTOR DEVELOPMENT (PDF)  （英語） - インドネシア公共事業国民住宅省道路総局によるインドネシア道路開発のプレゼンテーション
- アジアハイウェイ・プロジェクトの概要 - 国土交通省総合政策局
- アジアハイウェイとは - 国土交通省総合政策局